# Приергенинская равнина
Приергенинская равнина — наклонная равнина в Калмыкии. Включается в состав Сарпинской низменности, являющейся частью Прикаспийской низменности. Равнина тянется узкой субмериодинальной полосой с севера на юг вдоль восточного склона Ергенинской возвышенности. На юге плавно переходит в пустынную зону. На востоке граничит с Сарпинско-Даванской ложбиной.
Приергенинская равнина является шлейфовой зоной Восточных Ергеней (к равнине приурочены устья большинства рек Восточных Ергеней) и характеризуется сложным литологическим строением, хорошо выраженным мезо- и микрорельефом, резкой засушливостью климата. Равнина расположена в пределах полупустынной зоны светлокаштановых и бурых почв.
Равнина испещрена многочисленными лиманами и имеет абсолютные высоты + 30-50 метров над уровнем моря. Грунтовые воды, как правило, пресные или слабоминерализованные. Ландшафт пойменно-пустынный, местами пойменно-степной. Лиманные луга чередуются с белополынно-типчаково-ковылковыми степями. С юга на север равнину пересекают каналы Черноземельской оросительно-обводнительной системы. Вследствие нерационального использования на орошаемых участках развивается вторичное засоление.